# Peter Gauweiler

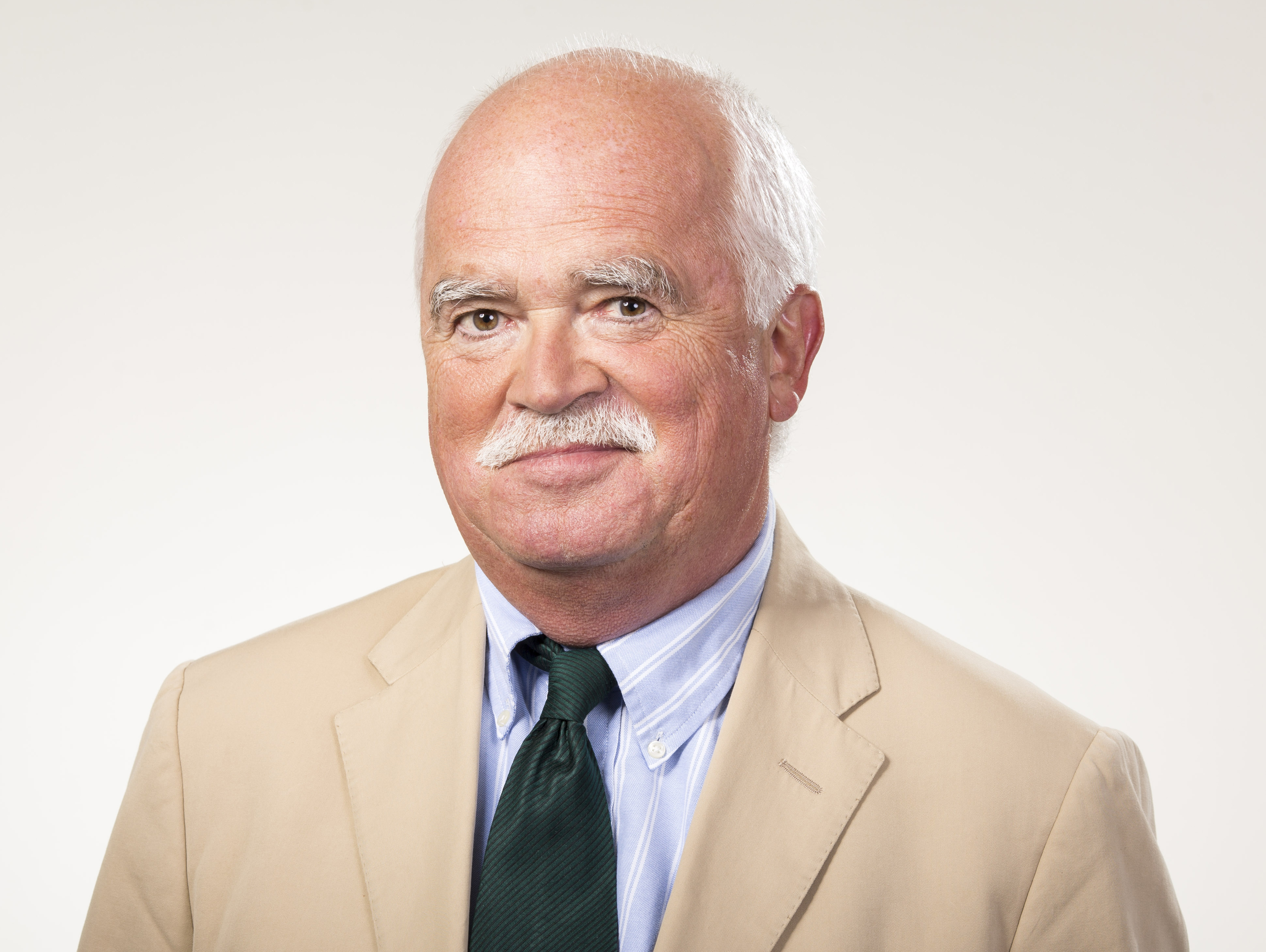
Peter Gauweiler (2012)

Peter Gauweiler (* 22. Juni 1949 in München) ist ein deutscher Rechtsanwalt und ein ehemaliger langjähriger CSU-Politiker.
1986 bis 1990 war er Staatssekretär im Bayerischen Staatsministerium des Innern und 1990 bis 1994 Bayerischer Staatsminister für Landesentwicklung und Umweltfragen.
Von 1990 bis 2002 war er Abgeordneter im Bayerischen Landtag, von 2002 bis März 2015 war er Bundestagsabgeordneter. Von November 2013 bis März 2015 war er einer der vier stellvertretenden CSU-Vorsitzenden.
Auf beide Ämter verzichtete er wegen innerparteilicher Differenzen in der Eurorettungspolitik.

## Leben

### Herkunft und Familie
Gauweiler ist gebürtiger Münchner und evangelisch-lutherischer Konfession. Sein Vater war der kriegsversehrte Jurist und NSDAP-Funktionär Otto Gauweiler (1910–1969), sein Onkel der NS-Funktionär und Propagandist Helmut Gauweiler (1908–1965).
Er ist verheiratet und Vater von vier Kindern. Er wohnt in München und in Berg am Starnberger See.

### Ausbildung und Beruf
Nach dem Abitur am humanistischen Ludwigsgymnasium studierte Gauweiler an der Ludwig-Maximilians-Universität München und der Freien Universität Berlin Rechtswissenschaften. Er legte das erste und nach dem Referendariat das zweite juristische Staatsexamen ab. 1978 wurde er – bereits in der Kommunalpolitik tätig – beim Staatsrechtler Rupert Scholz, nachmaliger Bundesminister der Verteidigung, an der FU Berlin mit der Dissertation Konfliktsituationen des Gemeinderatsmitgliedes. Eine Betrachtung über Funktions- und Rollenkonflikte des Organwalters der Volksvertretung der besonderen Gebietskörperschaft Gemeinde zum Dr. jur. promoviert.
Seit 1979 ist Gauweiler auch als Rechtsanwalt zugelassen. Gemeinsam mit dem CSU-Politiker Alfred Sauter war er zunächst Sozius bei Gauweiler & Sauter. 1996 wurde er geschäftsführender Partner bei Bub, Gauweiler & Partner in München. Gauweiler ist auf Steuerstrafrecht, Wirtschaftsrecht, Wirtschaftsstrafrecht und Besonderes Verwaltungsrecht spezialisiert. Seit 2019 führt er mit Alfred Sauter wieder eine gemeinsame Kanzlei mit Sitz am Lenbachplatz.

### Parteilaufbahn
Als Reaktion auf die westdeutsche Studentenbewegung der 1960er Jahre, die seiner Meinung nach sozialistische Ziele verfolgte, trat er 1968 der CSU bei. Zu dieser Zeit leitete er auch den Unions-nahen Ring Christlich-Demokratischer Studenten (RCDS) an der LMU München. Im Rahmen des konservativen CSU-Blattes Bayernkurier lernte er seinen zukünftigen Mentor Franz Josef Strauß kennen.
Er war u. a. Pressesprecher der Münchner CSU. Von 1990 bis 1999 war er als Nachfolger Kiesls Vorsitzender des CSU-Bezirksverbandes München; 1995 wurde er mit 70 % wiedergewählt. Mehrmals unterlag er bei Wahlen zum Vorsitzenden der Jungen Union Bayerns.
Im November 2011 kandidierten fünf CSU-Politiker für einen der vier Posten als stellvertretender CSU-Vorsitzender; Gauweiler unterlag in einer Abstimmung knapp (419 zu 440 Stimmen) Peter Ramsauer, damals Bundesverkehrsminister.
Von November 2013 bis März 2015 war er unter Horst Seehofer einer der vier stellvertretenden CSU-Vorsitzenden.

### Abgeordnetentätigkeit
Von 1972 bis 1982 gehörte Gauweiler ehrenamtlich dem Stadtrat von München an.
Gauweiler zog nach der Landtagswahl 1990 erstmals in den Bayerischen Landtag ein (Stimmkreis München-Fürstenried).
Damals regierte das Kabinett Streibl II; 1993 wurde Edmund Stoiber Ministerpräsident.
Er war dort Mitglied des Ausschusses für Kommunale Fragen und Innere Sicherheit (1994–1996), des Ausschusses für Bundes- und Europaangelegenheiten (1996–1998; 1998–2002), des Zwischenausschusses (1998) und der Richterwahlkommission (1998–2002). Außerdem gehörte er u. a. 1994 der Bundesversammlung an. Bei den Wahlen 1994 und 1998 zog er erneut in den Landtag ein.
Nach der Bundestagswahl 2002 zog er in den Bundestag ein und wechselte in die Bundespolitik. Martin Fink (CSU) rückte als Landtagsabgeordneter nach.
Von September 2002 bis März 2015 war er Mitglied des Deutschen Bundestages. 2002 bis 2005 war er stellvertretender Vorsitzender des Ausschusses für Kultur und Medien. Seit 2006 war er Vorsitzender des Unterausschusses Auswärtige Kultur- und Bildungspolitik des Auswärtigen Ausschusses.
Gauweiler ist stets als direkt gewählter Abgeordneter des Wahlkreises München-Süd in den Bundestag eingezogen. Bei der Bundestagswahl 2005 erhielt er 44 %, bei der Bundestagswahl 2009 38,2 % und bei der Bundestagswahl 2013 43,4 % der Erststimmen.
Im April 2012 berichtete Der Spiegel mit Verweis auf Abgeordnetenwatch.de, dass Gauweiler seit der Bundestagswahl 2009 an 36 von 62 Abstimmungen im Bundestag wegen Abwesenheit nicht teilgenommen hatte. Dies war die höchste Quote (58 %) aller Bundestagsabgeordneten. Von 2002 bis 2009 fehlte er bei einem Drittel der Abstimmungen. In der Legislaturperiode 2009 bis 2013 fehlte er bei der Hälfte aller Abstimmungen. Eine Anfrage von Abgeordnetenwatch.de dazu beantwortete er nicht.
Am 31. März 2015 erklärte Gauweiler seinen Mandatsverzicht gemäß § 46 Absatz 1 Nr.4 Bundeswahlgesetz.

### Weiterreichung von Insiderwissen zu Gesetzesvorhaben
Die Süddeutsche Zeitung veröffentlichte im Oktober 2021 einen Artikel, dem zufolge die Kanzlei Bub, Gauweiler und Partner 2012 in „mindestens einem Fall Gauweilers Bundestagsbüro in Berlin benutzt [habe], um einem Mandanten zu dessen Vorteil Insiderwissen über ein Gesetzesvorhaben der Bundesregierung zukommen zu lassen“. Informationen seien über „Unionskanäle“ zu Hanno Berger geflossen. Im Herbst 2012 setzte Berger sich als einer der Hauptbeschuldigten im Steuerskandal Cum-Ex in die Schweiz ab und blieb dort bis zu seiner Auslieferung 2022. Eine Anwältin aus Gauweilers Kanzlei soll sich am 19. April 2012 Notizen über ein Telefonat mit dem Leiter von Gauweilers Abgeordnetenbüro im Bundestag gemacht haben. Inhalt des Gesprächs sei das Jahressteuergesetz 2013 gewesen. Für das Gesetz habe Berger sich sehr interessiert, da die Bundesregierung ausländische Familienstiftungen deutscher Steuerzahler anders und stärker besteuern wollte. Nach den vorliegenden Unterlagen seien Berger und weitere Mandanten Gauweilers davon betroffen gewesen. Mehrere Wochen lang seien auf diese Weise Informationen aus dem Ministerium an Gauweilers Mandanten geflossen.

### Öffentliche Ämter

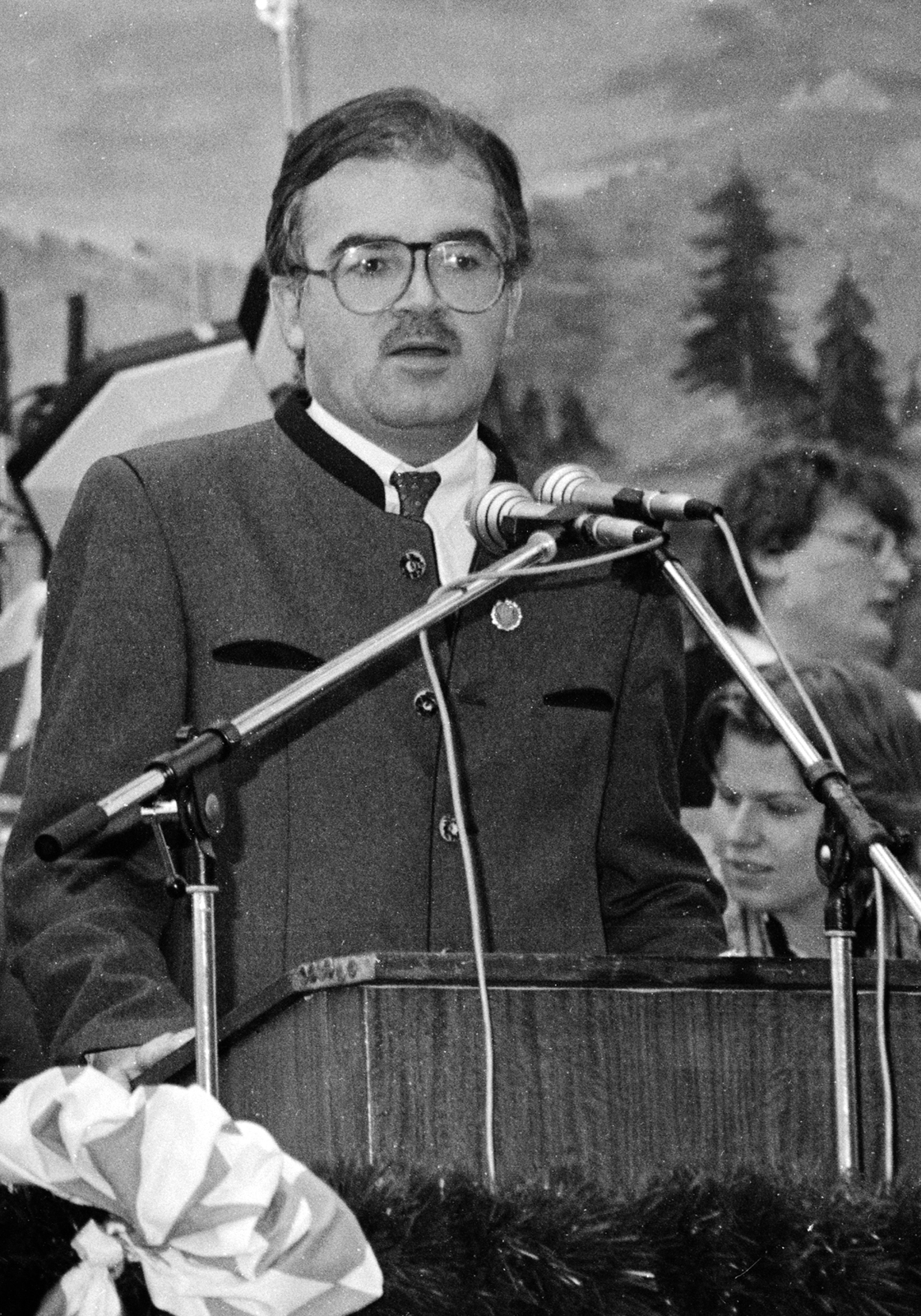
Peter Gauweiler im April 1987

Von 1982 bis 1986 war Gauweiler, ernannt durch Oberbürgermeister Erich Kiesl (CSU), berufsmäßiger Stadtrat und Leiter des Kreisverwaltungsreferats in München. Er stand für Law and Order, setzte u. a. eine erhebliche Ausweitung des Münchener Sperrbezirks durch, womit die Prostitution weitestgehend in die Stadtrandbereiche verbannt wurde. Außerdem lieferte er sich als Kreisverwaltungsreferent eine vielbeachtete Privatfehde mit Richard Süßmeier, dem Sprecher der Wiesn-Wirte.
Nach der Landtagswahl 1986 wurde er von Ministerpräsident Franz Josef Strauß (CSU) zum Staatssekretär im von August Lang (CSU) geleiteten Bayerischen Staatsministerium des Innern ernannt. Dort wurde er besonders durch seine Polizeieinsätze bei der im Bau befindlichen Wiederaufarbeitungsanlage Wackersdorf und seine umstrittenen Vorschläge zur Bekämpfung von AIDS bekannt. Er warf der damaligen Bundesgesundheitsministerin Rita Süssmuth (CDU) Fehler in der Bekämpfungsstrategie vor und forderte stattdessen verpflichtende Reihenuntersuchungen für die Angehörigen der „Risikogruppen“, zu denen er vor allem Nicht-Europäer zählte, sowie eine Meldepflicht für HIV-Infizierte. Gauweilers „Maßnahmenkatalog“ wurde vom Bundesrat mit großer Mehrheit abgelehnt. Unter Staatsminister Edmund Stoiber (ab Oktober 1988) beschränkten sich seine Aufgaben auf die Oberste Baubehörde.
Nach der Landtagswahl 1990 wurde Gauweiler am 30. Oktober 1990 als Staatsminister für Landesentwicklung und Umweltfragen in das Kabinett Streibl II berufen. Er behielt dieses Amt zunächst auch im Kabinett Stoiber I, musste am 23. Februar 1994 aber auf Druck der CSU zurücktreten, nachdem das Magazin Stern berichtet hatte, Gauweiler habe mehrere Jahre lang seine Anwaltskanzlei unrechtmäßig verpachtet. Ein Untersuchungsausschuss – mit CSU-Mehrheit – sprach Gauweiler von den Hauptvorwürfen frei.
Bei den Oberbürgermeisterwahlen in München (1993) unterlag er Christian Ude (SPD) mit 43,4 zu 50,7 %.

### Nebeneinkünfte
Im März 2014 wurde bekannt, dass Gauweiler neben seinem Einkommen für seine Tätigkeit als Abgeordneter pro Jahr mehr als 500.000 Euro für Nebentätigkeiten erhält. Er stand damit mit Abstand an der Spitze der deutschen Abgeordneten. Im Juli 2014 wurde die geschätzte Höhe der Nebeneinkünfte auf mindestens 967.500 Euro beziffert.
Im März 2021 wurde durch Recherchen der Süddeutschen Zeitung bekannt, dass Gauweiler zwischen 2008 und 2015 Beraterhonorare in Höhe von insgesamt mehr als zwölf Millionen Euro von dem in der Schweiz lebenden Milliardär August von Finck erhalten hat, davon mehr als elf Millionen während seiner Zeit im Deutschen Bundestag.

### Tätigkeit als Rechtsanwalt
Gauweiler hatte eine Reihe lukrativer Mandate inne. U. a. verklagte er für Mandanten mehrfach die Deutsche Bank; für den Medienunternehmer Leo Kirch erstritt er vor dem Bundesgerichtshof Schadensersatz. Die Deutsche Bank hatte mit despektierlichen Äußerungen über ihren Kunden Kirch das Bankgeheimnis verletzt und dazu beigetragen, dass Kirchs Konzern zusammenbrach. Zudem zwang Gauweilers Kanzlei die Deutsche Bank, in einem Vergleich 150 Millionen Euro an die Gevaert-Gruppe zu bezahlen, die von der Deutschen Bank Anteile an der Philipp Holzmann AG übernommen hatten.
2014 verklagte Gauweiler für seinen Mandanten, den Laborunternehmer Bernd Schottdorf, den Untersuchungsausschuss des Bayerischen Landtags. Die FAZ urteilte, „die Grenzziehung zwischen Parlamentarier und Anwalt“ ist „für einen stellvertretenden Parteivorsitzenden schwierig, zumal wenn er diese Funktion so öffentlichkeitswirksam“ wahrnehme wie Gauweiler.
2015 beauftragte der Staat Katar die Rechtsanwaltskanzlei Bub, Gauweiler und Partner mit der Wahrnehmung seiner Interessen in der juristischen Auseinandersetzung zwischen Katar und dem ehemaligen Präsidenten des Deutschen Fußball-Bundes (DFB), Theo Zwanziger. Zwanziger hatte die Vergabe der Fußball-Weltmeisterschaft 2022 an Katar kritisiert.
Weitere Mandate der Kanzlei waren: Erich Kellerhals; Tom Enders, damaliger Chef von Airbus; Stefan Mappus, ehemaliger Ministerpräsident von Baden-Württemberg; die Metro Group; die Österreichische Bundesbahnen; der frühere Münchner Wiesn-Wirt Sepp Krätz, der Audi-Manager Wolfgang Hatz, die Wirecard AG, der Regisseur Dieter Wedel, sowie die Warburg Bank. So vertrat er auch den ehemaligen Chef der Warburg Bank, Christian Olearius im Cum-Ex-Prozess vor dem Landgericht Bonn 2023.
In den Jahren 2019 und 2020 vertrat Gauweiler den ukrainischen Politiker und Reitsportler Oleksandr Onyschtschenko. 2022 übernahm Gauweiler die anwaltliche Vertretung des russischen Oligarchen Alischer Usmanow. Usmanov steht seit dem russischen Überfall auf die Ukraine auf den Sanktionslisten der EU.

### Aktivitäten als Kolumnist

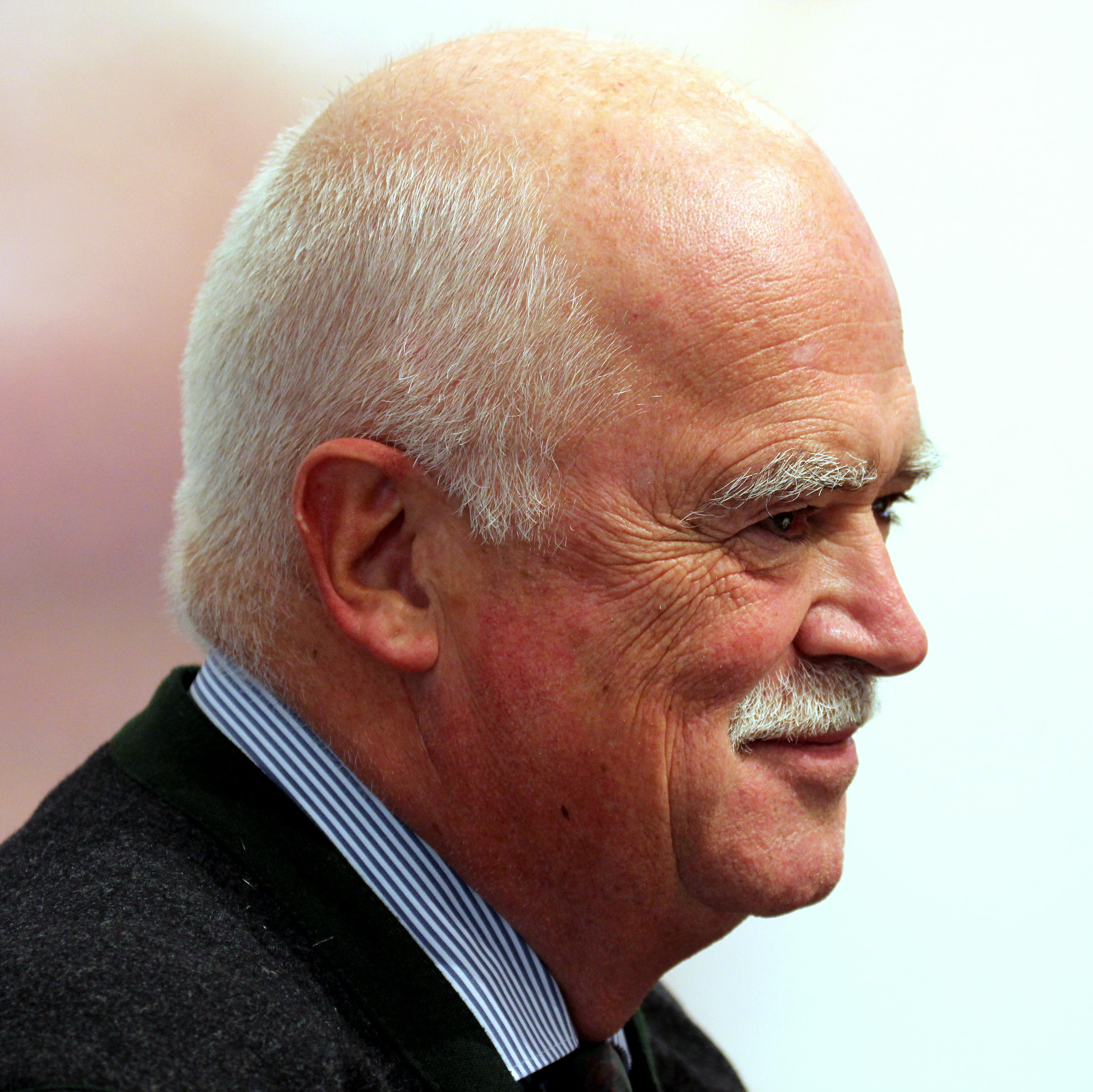
Peter Gauweiler auf der Frankfurter Buchmesse 2016

Von 2001 bis 2005 verfasste Gauweiler regelmäßig eine Kolumne in der Bild-Zeitung zu aktuellen politischen Themen. Von April 2007 bis Dezember 2014 verfasste er gelegentlich die Donnerstagskolumne im Münchner Merkur.

### Sonstiges
2006 unterzeichnete er den von der Wochenzeitung Junge Freiheit inszenierten „Appell für die Pressefreiheit“ gegen den Ausschluss der Jungen Freiheit von der Leipziger Buchmesse.
2007 wies Gauweiler den damaligen Finanzminister Peer Steinbrück (SPD) darauf hin, dass der IKB Deutsche Industriebank-Aufsichtsratsvorsitzende, Ulrich Hartmann, zugleich „Mitglied des Aufsichtsrates der Deutschen Bank und sogar dessen Präsidiums“ war. Die Deutsche Bank hatte der IKB Deutsche Industriebank schlecht gesicherte US-Hypothekendarlehen verkauft (zu einem Zeitpunkt, als sie selbst schon auf einen Wertverfall dieser Papiere wettete) und am 27. Juli 2007 der IKB die Kreditlinien gekürzt, die daraufhin in eine massive Schieflage geriet.
Er ist Ehrenmitglied von Trachtenvereinen und Ehrenoffizier einer Schützenvereinigung. Außerdem engagiert er sich für das Münchner Oktoberfestmuseum, die evangelische Johanniter-Unfall-Hilfe und die Landesverkehrswacht.
2021 vertrat Gauweiler den ehemaligen Aufsichtsratsvorsitzenden der Warburg Bank Christian Olearius im Cum-Ex-Skandal. In diesem Zusammenhang wurde Gauweiler vorgeworfen, die zuständige Staatsanwältin diskreditieren zu wollen.

## Politische Positionen

### Außenpolitik

#### Kosovo-Krieg
Gauweiler warf im Mai 2010 der Bundesregierung Schröder I (1998–2002) vor, von einigen Grundsätzen, die durch die eigene historische Erfahrung begründet gewesen seien, Abstand genommen zu haben. Dieser Abstand sei seit dem März 1999 mit der Bombardierung von vier jugoslawischen Städten entstanden. Die Vertreibungen aus dem Kosovo seien nicht die Ursache des Angriffs, sondern seine Folge gewesen; dies zu wissen gehöre zur „zeithistorischen Grundkenntnis“. Ohne diesen völkerrechtswidrigen Krieg wäre, so Gauweiler, auch der Irakkrieg (2003) nicht möglich gewesen.

#### Irak-Krieg als Verstoß gegen das Völkerrecht
Aufsehen erregte Gauweiler auch im Frühjahr 2003, als er als erstes Mitglied der CDU/CSU-Bundestagsfraktion offen gegen den geplanten Irakkrieg Stellung bezog und von seiner Fraktion forderte, „dass jeder Einzelne sagt, was er dazu denkt“. Vom 8. bis 10. März 2003 besuchte er zusammen mit seinem Fraktionskollegen Willy Wimmer die irakische Hauptstadt Bagdad.

#### Afghanistan-Einsatz der Bundeswehr – Klage beim Bundesverfassungsgericht
Unmittelbar nach dem Beschluss des Deutschen Bundestages am 9. März 2007, die NATO-Truppen in Afghanistan durch den Einsatz von Tornado-Flugzeugen zu unterstützen, reichte er gemeinsam mit dem Abgeordneten Willy Wimmer dagegen Klage beim Bundesverfassungsgericht ein mit der Begründung, dass (nicht nur hierdurch) eine andere völkerrechtliche Interpretation des NATO-Vertrages geduldet und unterstützt werde, dessen Änderung jedoch der expliziten parlamentarischen Zustimmung bedürfe. Zugleich beantragten sie eine einstweilige Anordnung. Die Kläger machten geltend, der Tornado-Einsatz führe zu einer stillschweigenden Änderung des NATO-Vertrags, die mit dem Allgemeinen Gewaltverbot der UN-Charta und dem Völkergewohnheitsrecht nicht vereinbar sei und gegen die Artikel 24, 25 und 26 des Grundgesetzes verstoße, wodurch Deutschland völkerrechtswidrige Aktionen der USA unterstütze. Prozessbevollmächtigter im Organstreitverfahren war Dietrich Murswiek.
Der Antrag auf Erlass einer einstweiligen Anordnung wurde am 12. März vom 2. Senat des Bundesverfassungsgerichts abgewiesen, weil die in der Hauptsache gestellten Anträge unzulässig seien. Soweit die Antragsteller geltend machten, die Bundesregierung habe Rechte des Bundestages verletzt, seien sie als einzelne Abgeordnete nicht befugt, Rechte des Deutschen Bundestages geltend zu machen. Soweit sie die Verletzung eigener Rechte geltend machen, fehle es an deren schlüssigen Darlegung.
Am 16. Oktober 2008 stimmte er gegen die Fortführung des Einsatzes deutscher Streitkräfte in der Internationalen Sicherheitsunterstützungstruppe (ISAF) in Afghanistan.

#### Auslandseinsätze der Bundeswehr
Im Februar 2014 nahm Gauweiler eine Rede von Bundespräsident Joachim Gauck auf der Münchner Sicherheitskonferenz zum Anlass, sich zu den bisherigen Auslandseinsätzen der Bundeswehr zu äußern. Er warnte vor neuen Einsätzen der Bundeswehr und kritisierte die Pläne von Bundesverteidigungsministerin Ursula von der Leyen (CDU) zur Ausweitung von Bundeswehr-Einsätzen in Afrika wie Opération Serval in Mali.
Im September 2014 äußerte Gauweiler deutliche Kritik am Verfassungsverständnis des Bundesverfassungsgerichts und der Regierungspolitiker, die Auslandseinsätze befürworten. Das Bundesverfassungsgericht habe „etwas in die Verfassung“ gelesen, was „dort nicht enthalten ist“. Verteidigungseinsätze der Bundeswehr seien materiell-rechtlich „nur bei einem bewaffneten Angriff auf das Bundesgebiet rechtmäßig“. Gauweiler kritisierte auch den veränderten Verteidigungsbegriff der NATO und bezeichnete ihn als eine „krasse Fehlentwicklung“. Der „regionale Bezugsrahmen der Nato“ werde „ins Unendliche ausgedehnt“. Auch humanitäre Interventionen seien nicht mit dem Grundgesetz vereinbar. Die Bundeswehr müsse sich auf ihren eigentlichen Auftrag, die Landesverteidigung, besinnen.

#### Annexion der Krim durch Russland
Zur Frage der russischen Politik gegenüber der Krim äußerte Gauweiler Verständnis für die russische Position. Im Münchner Merkur berief er sich am 14. September 2014 auf einen Brief Solschenizyns von 1991 an Boris Jelzin, in dem Solschenizyn „Noworossija“ (Neurussland) und viele andere Gebiete der Ukraine jenseits des Dnepr als geschichtlich niemals zur Ukraine gehörig bezeichnete. Die Grenzziehungen Lenins seien widersinnig und rein taktisch motiviert gewesen. Solschenizyn befürwortete Volksabstimmungen in allen umstrittenen Gebieten der Ukraine: „Ein jedes Gebiet soll selbst bestimmen, wohin es gehören will“.
Während der Annexion der Krim durch Russland kritisierte Gauweiler im März 2014 das Verhalten der deutschen Regierung gegenüber Russland. Wirtschaftliche Sanktionen und eine größere Truppenpräsenz, die gefordert wurden, bezeichnete er als „Säbelrasseln“ und „gefährliche Kraftmeierei“. USA und EU hätten Deutschland „in eine gefährliche Drohungseskalation gebracht“. Der Westen habe nach dem Fall des Eisernen Vorhangs das neue Russland ignoriert und ständig frustriert.
Beim politischen Aschermittwoch im März 2014 sagte Gauweiler: „Wir sind für die Partnerschaft. Wir sind für die Partnerschaft mit Kiew, aber Moskau gehört genauso zu Europa dazu und wir lassen nicht zu, dass das europäische Russland von Kiew, von anderen, ausgegliedert wurde. Wir sind für die Zusammenarbeit mit Russland.“ Gauweiler forderte eine Rückbesinnung der deutschen Politik auf die „richtungsbestimmende Klugheit“ von Franz Josef Strauß und zitierte zustimmend seinen Ausspruch: „Wenn Deutschland und Russland gute Beziehungen hatten, dann war das immer gut für Europa.“
Am 12. September 2014 reiste Gauweiler nach Moskau, um als Vorsitzender des Bundestags-Unterausschusses für Auswärtige Kultur- und Bildungspolitik das „Jahr der Sprache und Literatur in Russland und in Deutschland“ zu eröffnen. Während seines Besuchs kritisierte er die Sanktionspolitik gegen Russland. Diese sei eine feige Politik, die in die falsche Richtung gehe, sagte er am 12. September 2014. Die Erfahrungen im Iran und im Irak hätten gezeigt, dass solche Strafmaßnahmen nicht wirkten. Es sei nötig, Brücken zu bauen und miteinander zu reden. Man müsse nicht alles akzeptieren, aber die Gegenseite verstehen. „Russland gehört zu Europa! Sanktionen sind der falsche Weg.“
Gauweiler sprach in Moskau auch mit Vertretern von Kirchen, mit Managern und mit hochrangigen Politikern, darunter mit dem russischen Parlamentspräsidenten Sergei Naryschkin.
Im Februar 2023 war Gauweiler Erstunterzeichner der von Sahra Wagenknecht und Alice Schwarzer initiierten Petition Manifest für Frieden an Olaf Scholz, in der sie Verhandlungen statt weiterer Waffenlieferungen zur Beendigung des russischen Angriffskriegs gegen die Ukraine fordern und vor einer nuklearen Eskalation warnen.
Gauweiler hielt eine Rede auf der „Nie wieder Krieg“-Demonstration am 3. Oktober 2024 in Berlin, bei der auch Sahra Wagenknecht und Ralf Stegner sprachen. Er sagte in seiner Rede, er sei mit „seinem alten Freund Oskar Lafontaine“ auf der Demonstration. Sie kämen politisch aus „verschiedenen Richtungen“, seien aber in ihrer Ablehnung gegen Kriege verbunden, „die im Namen von Werten geführt werden“. Ein Brand sei nicht mit Benzin zu löschen, er halte es „für hellen Wahnsinn, jetzt Raketen nach Russland reinschießen zu lassen“.

### Zu AIDS-Kranken
Gauweiler wurde heftig kritisiert, als er 1987 auf AIDS-Kranke das Bundesseuchengesetz anwenden wollte. Er entwickelte für Bayern einen Maßnahmenkatalog, der Zwangstests und Absonderungen vorsah. Allgemein wurde das Gesetz als völlig unpassend angesehen. Eine Bundesratsinitiative Bayerns wurde mit zehn zu eins abgelehnt.
Bereits zuvor als Leiter des Kreisverwaltungsreferats in München ging er mit großer Härte gegen schwule Lokale vor und bezeichnete AIDS-Kranke als "Aussätzige" im Stern. Seine aktuelle Nachfolgerin, die Referentin Hanna Sammüller (Grüne), möchte nun die Geschichte der Behörde unter Peter Gauweiler aufarbeiten.
Der Künstler Philipp Gufler setzte sich 2014 in seiner Videoinstallation und dem gleichnamigen Künstlerbuch "Projektion auf die Krise. Gauweilereien in München" mit der Politik Peter Gauweilers und den sozialen und politischen Repressionen gegen die LGBT-Szene in Bayern in den 1980er Jahren auseinander.

### Wiederaufarbeitungsanlage Wackersdorf
Als Staatssekretär im Bayerischen Staatsministerium des Innern wurde Gauweiler durch seine harte Linie im Kampf um die Wiederaufarbeitungsanlage Wackersdorf (WAA) bundesweit bekannt. Nach Auseinandersetzungen von Atomkraftgegnern mit der bayerischen Polizei in Wackersdorf wurde Mitte der 80er Jahre auf Initiative Gauweilers das bayerische Unterstützungskommando (USK) gegründet und bald darauf auch in Wackersdorf eingesetzt.
Weihnachten 1986 verbrachte Gauweiler zusammen mit 1.000 Beamten in einem Zelt auf dem WAA-Bauplatz und spendierte Weißwürste, während trotz Bannmeile etwa 3.000 WAA-Gegner zum Bauzaun zogen.

### Wehrmachtsausstellung
Als 1997 die Wehrmachtsausstellung in München gezeigt werden sollte, startete Gauweiler eine Kampagne dagegen. Er organisierte im März eine Postwurfsendung an 300.000 Münchener Haushalte. Gauweiler begriff die Ausstellung als eine bösartige Verunglimpfung deutscher Soldaten und riet dem Initiator der Ausstellung, Jan Philipp Reemtsma, er solle lieber „eine Ausstellung machen über die Toten und Verletzten, die der Tabak angerichtet“ habe. Gegen die Ausstellungseröffnung durch den Münchener Oberbürgermeister Christian Ude am 24. Februar 1997 demonstrierten Gauweiler und CSU-Mitglieder mit einer zeitgleich stattfindenden Kranzniederlegung am Grabmal des unbekannten Soldaten. Die Auseinandersetzung um die Ausstellung wurde auch vor Gericht geführt. Zu den Konflikten, u. a. in München, erschien 2007, zehn Jahre nach dieser Kampagne, der Dokumentarfilm Der unbekannte Soldat von Michael Verhoeven.

### NS-Raubkunst
Anfang 2013 forderte Gauweiler größere Anstrengungen bei der Restitution von Raubkunst und wies darauf hin, dass der Umgang mit diesen Kunstwerken auch das Ansehen Deutschlands im Ausland beeinflusse.

### Europäische Union und Euro
Auf einem Parteitag im November 1992 wollte Gauweiler die CSU zu einem Nein zum Vertrag von Maastricht und damit zu einem Nein gegen die Einführung des Euro bewegen. Er warnte vor einer „Esperanto-Währung“ und dem „Einstieg in einen EG-Vielvölkerstaat“. Nur 18 der rund 1000 Delegierten stimmten damals für Gauweilers Antrag.
Ende 2003 stellte Gauweiler einen Antrag auf die Aufnahme eines Gottesbezuges in den Vertrag über eine Verfassung für Europa. Kurz nach der Ratifizierung des Verfassungsvertrags durch den Bundesrat am 27. Mai 2005 reichte er eine Klage gegen den Vertrag beim Bundesverfassungsgericht ein, die dazu führte, dass Bundespräsident Horst Köhler das Gesetz vorerst nicht unterschrieb.
Seine Verfassungsbeschwerde gegen den Vertrag von Lissabon (unterzeichnet Ende 2007) war teilweise erfolgreich. Gauweilers Prozessbevollmächtigter, der Staatsrechtsprofessor Karl Albrecht Schachtschneider, hatte sie eingereicht; später vertrat Dietrich Murswiek sie anwaltlich. Am 30. Juni 2009 entschied das Bundesverfassungsgericht, dass Bundestag und Bundesrat auch künftig beschließen dürfen, die Entscheidung über einzelne Regelungen an das Europäische Parlament bzw. an den EU-Ministerrat zu delegieren. Hierbei seien aber die nationalstaatlichen Belange, insbesondere die Verfassungsidentität der Bundesstaaten, vorrangig zu beachten. Für diesen Teilerfolg vor dem Bundesverfassungsgericht wurde Gauweiler von allen Bundestagsfraktionen Lob und Anerkennung zuteil.
Im Mai 2010 stimmte Gauweiler im Deutschen Bundestag gegen einen Milliardenkredit an Griechenland und gegen den Euro-Rettungsschirm in Höhe von 750 Milliarden Euro.  Er reichte im Mai 2010 eine Klage beim Bundesverfassungsgericht ein; diese wurde seit dem 5. Juli 2011 verhandelt. Die Klage beinhaltete die Verletzung des Grundgesetzes der Bundesrepublik und der Fundamentalnormen der europäischen Währungsverfassung durch die Rettungspakete für Griechenland. Am 7. September 2011 wies das Bundesverfassungsgericht die Klage ab.
Gauweiler stimmte am 29. Juni 2012 im Bundestag gegen den europäischen Fiskalpakt und den ESM. Wenig später reichte er beim Bundesverfassungsgericht eine Verfassungsbeschwerde ein. Gründe für die Beschwerde sah er wegen möglicher Verstöße gegen das Grundgesetz und Verluste von Souveränitätsrechten des Deutschen Bundestags.
Am 9. September 2012 stellte Gauweiler vor dem Bundesverfassungsgericht einen Eilantrag, um im Verfahren zum ESM eine Urteilsverschiebung zur Neubewertung der Verfassungsmäßigkeit zu erreichen. Die EZB hatte kurz zuvor verkündet, Staatsanleihen von EU-Staaten in unbegrenztem Umfang kaufen zu wollen (zu diesem Zeitpunkt hatte sie bereits Staatsanleihen im Nominalwert von über 200 Milliarden gekauft; Deutschland haftet dafür gemäß seinem Anteil an der EZB in Höhe von etwa 27 Prozent). Das Bundesverfassungsgericht verschob die Urteilsverkündung nicht.

### Transrapid
Gauweiler bezeichnete den Transrapid München als „teuerste Vorortbahn der Welt“ und hielt dessen Einsatz in München für deplatziert. Er schlug vor, die vorgesehenen Gelder für die Fertigstellung des Mittleren Rings in München zu verwenden und die Konzeptstudie einer Transrapidverbindung Berlin–Moskau anzugehen.

### Innere Sicherheit
Gauweiler war einer von vier Unionsabgeordneten, die 2005 im Bundestag gegen die Einführung der Vorratsdatenspeicherung votierten.

### Liberalisierung oder Privatisierung der Wasserversorgung
Gauweiler stimmte am 28. Februar 2013 als einziger Abgeordneter der damaligen Regierungsparteien (Union und FDP) für den Antrag Wasser ist Menschenrecht – Privatisierung verhindern der Fraktion Die Linke im Bundestag. Am selben Tag stimmte er als einer von nur fünf CDU/CSU-Abgeordneten für den Antrag Keine Privatisierung der Wasserversorgung durch die Hintertür von Bündnis 90/Die Grünen.

## Rückzug von allen politischen Ämtern
Horst Seehofer (von Oktober 2008 bis 2018 CSU-Vorsitzender und bayerischer Ministerpräsident) missbilligte die politische Position von Gauweiler und Peter Ramsauer (damals zwei der vier stellvertretenden CSU-Vorsitzenden) zu weiteren Finanzhilfen an Griechenland und stellte am 9. März 2015 die Machtfrage („ihr oder ich“). Gauweiler trat daraufhin am 31. März 2015 vom stellvertretenden CSU-Vorsitz zurück, verzichtete auf sein Bundestagsmandat und veröffentlichte eine Presseerklärung. Seine Position entspreche den Parteibeschlüssen zur Euro-Politik, die er seinen Wählern als seine Zielsetzung vorgestellt habe: „Von mir ist öffentlich verlangt worden, dass ich – weil CSU-Vize – im Bundestag so abstimme, dass ich mich für das Gegenteil dessen entscheide, was ich seit Jahren vor dem Bundesverfassungsgericht und vor meinen Wählern vertrete und was ich als geltenden Inhalt der CSU-Programme verstehe. Dies ist mit meinem Verständnis der Aufgaben eines Abgeordneten unvereinbar.“  „Wenn dies – wie geschehen – öffentlich in einen kategorischen Gegensatz zur Parteilinie gestellt wird, muss ich die Konsequenzen ziehen.“ In einem Brief an Bundestagspräsident Norbert Lammert gab er außerdem seiner Besorgnis über die Aushöhlung der Demokratie Ausdruck. „Es freut mich, wenn ich – auch durch streitige Auseinandersetzungen mit der Parlamentsmehrheit vor dem Bundesverfassungsgericht – einen Beitrag gegen die Ausdünnung des Demokratieprinzips leisten konnte und damit die Volksvertretung gestärkt habe.“ Ramsauer gab am 7. Mai 2015 bekannt, nicht mehr als stellvertretender CSU-Vorsitzender zu kandidieren. Zahlreiche Zeitungen veröffentlichten nach Gauweilers Rückzug politische Nachrufe.

## Ehrungen
- 1986: Medaille „München leuchtet“ in Gold
- 1989: Bundesverdienstkreuz am Bande
- 1990: Träger des Titels „Ehrenfreund“ der Stadt Tel Aviv
- 1991: Bayerischer Verdienstorden
- 1993: Ehrenbürgerwürde der Stadt Marktredwitz (Oberfranken)
- 2013: Luther-Rose der Internationalen Martin Luther Stiftung

## Kabinette
- Kabinett Streibl II – Kabinett Stoiber I

## Veröffentlichungen
- Was tun gegen Aids? Wege aus der Gefahr. Percha am Starnberger See: Verlag R. S. Schulz 1989, ISBN 3-7962-0194-6.
- Evangelisch in Bayern. Claudius Verlag, München 2017, ISBN 978-3-532-62810-2.

als Mitautor
- mit Christoph Stölzl (Hrsg.): Bayerische Profile. Langen-Müller, München 1998, ISBN 3-7844-2551-8.
- mit Christian Ude: Briefwechsel. Prinzedition in Keyser Verlag, Berlin 2009, ISBN 978-3-86886-016-0.
- mit Christian Ude: Briefwechsel zwei. Prinzedition in Keyser Verlag, Berlin 2010, ISBN 978-3-86886-017-7.
- mit Christian Ude: Briefwechsel drei. Prinzedition in Keyser Verlag, Berlin 2011, ISBN 978-3-86886-020-7.
- mit Christian Ude: Briefwechsel vier. Prinzedition in Keyser Verlag, Berlin 2012, ISBN 978-3-86886-023-8.

Aufsätze
- Bernhard von Gudden und die Entmündigung und Internierung König Ludwigs des Zweiten aus juristischer Sicht. In: Hanns Hippius und Reinhard Steinberg (Hrsg.): Bernhard von Gudden. Springer, Berlin 2007, S. 93–107, ISBN 978-3-540-39721-2.

Interviews & Reden
- Rede von Peter Gauweiler – Politischer Aschermittwoch der CSU am 5. März 2014[96]
- Gregor Gysi & Peter Gauweiler[97]
- Sahra trifft Peter Gauweiler: Rechts, links, konservativ, progressiv, autoritär?[98]
- Peter Gauweiler – Laudatio Verleihung Valentin Orden Horst Seehofer[99]
- Im Dialog: Michael Hirz im Gespräch mit Peter Gauweiler[100]

## Zitate
„Politik interessiert einen oder interessiert einen nicht. Wenn sie einen interessiert, dann interessiert sie einen, bis man stirbt. Man kann Politik nicht wie einen Gladiatorenkampf im Kino betrachten. Denn man will sich einerseits selbst in die Auseinandersetzungen hineinstürzen, auf Neudeutsch ‚einbringen‘. Man sieht, dass es einfach viele Dinge gibt, die geklärt werden müssten, die gemacht werden müssten. Und dann fragt man sich: ‚Warum machen die das nicht?‘“

„Mit politischen Weggefährten ist es wie mit Nachbarn: Freunde kann man sich aussuchen, Nachbarn nicht.“